# 日本リウマチ財団医学賞
日本リウマチ財団医学賞（にほんリウマチざいだんいがくしょう）は、リウマチ領域の研究や教育に大きな貢献のあった研究者・教育者等に日本リウマチ財団から授与される医学賞で、以下の各賞から構成されていた。現在はノバルティス・リウマチ医学賞のみ継続されている。

## ノバルティス・リウマチ医学賞
本賞は、創設当初「チバガイギー・リウマチ医学賞」であったが、1997年4月に日本チバガイギーの医薬部門とサンド薬品が統合、ノバルティス・ファーマが発足したのに伴い「ノバルティス・リウマチ賞」に変更となり、1999年から「ノバルティス・リウマチ医学賞」に変更となった。
チバガイギー・リウマチ医学賞
- 1990年 平野俊夫（リウマチの発症機序と IL-6）
- 1991年 池原進（骨髄移植による慢性関節リウマチ治療に関する基礎的研究）
- 1992年 西岡久寿樹（成人 T 細胞白血病ウイルスによる関節炎発症機構の解明：慢性関節リウマチの病因解析モデル）、岩倉洋一郎（成人 T 細胞白血病ウイルスによる関節炎発症機構の解明：トランスジェニックマウスによる分子生物学的検討）
- 1993年 小池隆夫（膠原病の血栓性病変と抗カルジオリピン抗体に関する研究）
- 1994年 笹月健彦（慢性関節リウマチの発症を規定する遺伝要因の解明）
- 1995年 橋本博史（全身性エリテマトーデス (SLE) の母親から出生する児の転帰・予後と治療法に関する研究）
- 1996年 森本幾夫（ADA 結合蛋白 CD26 の T 細胞免疫機能への役割：その遺伝子工学的・生物学的解析）

ノバルティス・リウマチ賞
- 1997年 山本一彦（新しい方法論を基にした慢性関節リウマチの病因抗原の同定）
- 1998年 岡田保典（マトリックスメタロプロテアーゼによる RA 関節破壊の分子機構）

ノバルティス・リウマチ医学賞
- 1999年 吉崎和幸（サイトカイン産生異常の分子・遺伝子制御：慢性関節リウマチ、キャッスルマン病等をモデルとして）
- 2000年 宮坂信之（慢性関節リウマチにおける滑膜増殖機構の解明と遺伝子治療による人為的制御の試み）
- 2001年 後藤眞（ウエルナー症候群遺伝子（WRN：RecQ 型 DNA/RNA ヘリカーゼ）による強皮症徴候発現機構の解析）
- 2002年 宮澤正顯（抗 gp70 自己抗体移入による肉芽腫性血管炎の発症機序）
- 2003年 林良夫（リウマチ性疾患における病因抗原の解明と臨床応用へ向けた基礎的研究）
- 2004年 高柳広（関節リウマチ骨破壊の制御に関する研究）
- 2005年 中島利博（タンパク質分解システム異常症としての関節リウマチ）
- 2006年 小守壽文（Runx2 による軟骨細胞・骨芽細胞の分化機序の解明：変形性関節症機序の解明に向けて）[2]
- 2007年 能勢眞人（膠原病の病像多様性のポリジーンネットワーク）[3]
- 2008年 上阪等（サイクリン依存性キナーゼ阻害による関節リウマチ新治療法）[4]
- 2009年 塩沢俊一（関節リウマチの新規治療薬 c‐Fos /AP-1 阻害薬の開発研究）[5]
- 2010年 西本憲弘（多発性筋炎･皮膚筋炎における自己抗体の臨床的意義に関する研究））[6]
- 2011年 松本功（関節リウマチの発症メカニズムの解明とその制御）））[7]
- 2012年 浅原弘嗣（システムアプロ―チによる関節形成メカニズムの解明とリウマチ病態解析への応用）））[8]
- 2013年 梅原久範（IgG4関連疾患の病因病態関連蛋白および関連遺伝子の探索）
- 2014年 中島友紀（破骨細胞を起点とした骨破壊の制御機構の解明）
- 2015年 安友康二（リウマチ性疾患における免疫制御の破綻機構に関する研究）
- 2016年 右田清志（家族性地中海熱含めた自己炎症疾患の病態解明と治療法の開発）
- 2017年 土屋尚之（日本人集団における膠原病共通の疾患感受性および抵抗性HLAハプロタイプの同定）
- 2018年 南木敏宏（炎症細胞遊走阻害による関節リウマチ新規治療開発）
- 2019年 吉富啓之（ヒトSox4は炎症環境下でCXCL13産生T細胞の分化を促進する）
- 2020年 田中良哉（関節リウマチの「ドラッグホリデー」を目指す治療法の確立に関する研究）
- 2021年 中村幸男（Wntシグナルを基盤にした関節リウマチの新たな治療戦略）
- 2022年 川畑仁人（自己免疫疾患の病態形成に関わるT細胞サブセットの解明）
- 2023年 村上正晃（IL-6アンプとゲートウェイ反射によるリウマチ性疾患の制御機構の解明）

## アボットジャパン・リウマチ性疾患臨床医学賞
北陸製薬・関節疾患学術奨励賞
- 1990年
- 1991年 加藤幸夫[9]
- 1992年 土屋尚之[10]
- 1993年

北陸製薬・骨関節疾患学術奨励賞
- 1994年 木村友厚[11]
- 1995年 塩沢俊一[12]
- 1996年 広畑俊成[13]
- 1997年 滝川正春（ヒト関節軟骨細胞様培養細胞株の樹立と慢性関節リウマチ研究への応用：コラーゲン特異的分子シャペロン HSP47 様蛋白質の単離とリウマチ関連抗原としての意義）[14]
- 2000年 山本卓明（股関節・膝関節における骨壊死症の病態解明とその予防法開発：ステロイド性骨壊死を中心に）[15]

北陸製薬・骨・関節疾患臨床医学賞
- 2001年 窪田哲朗[16]
- 2002年 佐野統[17]

アボットジャパン・骨・関節疾患臨床医学賞
- 2003年 脇谷滋之[18]

アボットジャパン・リウマチ臨床医学賞
- 2004年 腰野富久（高位脛骨骨切り術による変形性膝関節症の治療と変形矯正後の変性関節軟骨の再生）[19]

アボットジャパン・リウマチ性疾患臨床医学賞
- 2005年 佐藤伸一（全身性強皮症における B 細胞をターゲットとした新規治療法の開発）[20][21]
- 2006年 尹浩信（強皮症における線維化の機序の研究）[2]
- 2007年 桑名正隆（強皮症の病態解析と新規治療戦略の確立）[3]
- 2008年 中村正（関節リウマチ合併 AA アミロイドーシスの臨床遺伝学的病態解析と新たな治療戦略の確立）[4]
- 2009年 川合眞一（リウマチ性疾患領域における臨床薬理学・薬物治療学的研究）[5]
- 2010年 平形道人（多発性筋炎･皮膚筋炎における自己抗体の臨床的意義に関する研究）[6]

## ツムラ・骨関節臨床医学賞
1993年に「ツムラ･リウマチ臨床研究賞」としてスタートし、臨床に近い研究分野に対して授与されてきたが、2008年をもって終了した。
ツムラ･リウマチ臨床研究賞
- 1993年 高橋芳成[23]
- 1994年
- 1995年
- 1996年
- 1997年 松井宣夫（慢性関節リウマチにおける関節破壊とグリオスタチン）[24]
- 1998年 小池隆夫（抗リン脂質抗体症候群の発症機構の解明とその制御）[25]
- 1999年 中野正明（慢性関節リウマチの腎障害に関する臨床病理学的研究）[26]
- 2000年 江口勝美[27][28]

ツムラ・リウマチ社会医学賞
- 2001年 吉野槇一[29]
- 2002年 米延策雄[30]
- 2003年 鈴木康夫[31]

ツムラ･リウマチ臨床医学賞
- 2004年 山中寿（関節リウマチの大規模コホート研究 J-ARAMIS）[19]

ツムラ・骨関節臨床医学賞
- 2005年 川口浩（長寿命型人工関節の開発とその臨床応用）[20][21]
- 2006年 守屋秀繁（日本人に適した人工膝関節の開発と臨床応用）[2]
- 2007年 安井夏生（新規関節リウマチ疾患感受性遺伝子 Sec8L1 の機能解析）[3]
- 2008年 龍順之助（関節リウマチに関する外科的治療の検討：特にリウマチに対する人工関節の開発とその有用性）[4]

## 三浦記念リウマチ学術研究賞
リウマチ患者だった三浦ふさ子の寄付金を基金に創設。
- 1996年 江口勝美[28]
- 1997年 吉野槇一[29]
- 1998年 山西裕司[33]
- 2001年 小嶋俊久[34]
- 2003年 井田弘明（本邦初の TNF receptor-associated periodic syndrome (TRAPS) 家系調査とリウマチ性疾患における TNF レセプター異常症の診断法の確立および新しい治療法の試み）[35]
- 2007年 土屋尚之[10]
- 2008年 藤門範行（Dcir 遺伝子欠損マウスを用いたリウマチ性疾患における Dcir の役割の解析）[32]
- 2009年 川端大介（全身性エリテマトーデスに対する B 細胞除去療法後の免疫再構築における BAFF(B Cellactivatingfactor) 阻害の意義）[5]
- 2010年 三枝淳（増殖因子シグナルの制御による関節リウマチ治療法の開発）[6]
- 2011年 西城忍（C型レクチンによる自己免疫疾患発症制御機構の解明）[7]
- 2012年 岡本一男（自己免疫性Th17細胞を制御できる新規分子標的の探索）[8]
- 2013年 白井剛志（脳症を呈する膠原病患者における抗ephrin type-B receptor2(EphB2)抗体の臨床的・病原的意義の解明）

## 柏崎リウマチ教育賞
東京女子医科大学附属膠原病リウマチ痛風センター名誉所長だった柏崎禎夫の遺志と私財によって、リウマチ学の教育に功績のあった人物に1998年より授与されてきている。
- 2004年 粕川禮司[19]
- 2005年 腰野富久[21]
- 2006年 東威[2]
- 2007年 吉野槇一[3]
- 2008年 安倍達[4]
- 2009年 廣瀬俊一[5]
- 2010年 田中清介[6]
- 2011年 齋藤輝信[7]
- 2012年 立石博臣[8]
- 2013年 鳥巣岳彦

## ワイス国際賞
国際的にリウマチ性疾患の解明や治療法確立などに顕著な貢献した研究者に贈られる国際医学賞として、ワイス（当時、ワイスレダリー）の協賛により2001年に創設。
ワイスレダリー国際賞
- 2003年 エン・タン[18]

ワイス国際賞
- 2004年 H・O・マクデヴィッド[19]
- 2005年 J・R・カルデン（自己免疫疾患におけるT細胞の関与の解明と治療）[20][21]
- 2006年 ピーター・リプスキー(Peter E.Lipsky)（自己免疫疾患におけるB細胞生物学及び免疫グロブリンレパートリーの産生）[2]
- 2007年 ラビンダー・メイーニ(Ravinder Maini)、マーク・フェルドマン（関節リウマチならびに関連疾患に対する抗TNF療法の発見）[3]
- 2008年 岸本忠三（インターロイキン-6の発見、研究業績）[4]
- 2009年 ウィリアム・P・アレンド、ジャン・ミッシェル・ダイヤー[5]

## リウマチ福祉賞
リウマチ性疾患患者の福祉向上に貢献した人物に贈られる。
- 2009年 茅原聖治[5]
- 2010年 槙坪夛鶴子[6]
- 2011年 八木恵美子[7]
- 2012年 渡辺政子[8]
- 2013年 成田すみれ